# Јутро (музичка група)
Јутро је била југословенска рок група. Постојала је од јесени 1971. до краја 1973, када је трансформисана у вероватно најпопуларнију рок групу бивше Југославије - Бијело дугме.
Јутро су оновали Исмет Арнауталић и Горан Бреговић. Прву поставу су чинили Исмет Арнауталић (гитара), Горан Бреговић (гитара), Зоран Реџић (бас-гитара), Гордан Матрак (бубњеви) и Златко Ходник (вокал). Када су ушли у студио почетком 1972, Горан је позвао Жељка Бебека да пева са њима.
Пошто је група снимила неколико песама, Исмет је пресудио да није задовољан музиком и напустио је групу. У исто време група је променила бубњара (Ипе Ивандић), а клавијатуриста Владо Правдић је ушао у групу. Касније исте године, Зоран Реџић је напустио групу, а заменио га је Јадранко Станковић.
Група је такође имала проблем са именом пошто је Исмет понео право на име са собом. Пошто су били општепознати по својој песми „Кад бих био бијело дугме”, одлучили су да промене име у Бијело дугме. Промена се званично десила 1. јануара 1974.

## Фестивали
- 1972. Ваш шлагер сезоне, Сарајево - Остајем теби (вокал Златко Ходник)